# Kończyska
Kończyska – wieś w Polsce położona w województwie małopolskim, w powiecie tarnowskim, w gminie Zakliczyn. Znajduje się na Pogórzu Rożnowskim po wschodniej stronie Zakliczyna. Centralnym obiektem architektonicznym wsi jest (jeden z 11 w Europie) Klasztor Sióstr Bernardynek, z kościołem konsekrowanym w 1904 r. 
| SIMC    | Nazwa      | Rodzaj    |
| ------- | ---------- | --------- |
| 0836804 | Biała Góra | część wsi |
| 0836810 | Gliniki    | część wsi |
| 0836827 | Załawie    | część wsi |

W latach 1975–1998 miejscowość administracyjnie należała do województwa tarnowskiego.